# Alpha-Phellandrène
Pour les articles homonymes, voir Phellandrène.
L’α-phellandrène est un hydrocarbure monocyclique de formule chimique C10H16. Il s'agit d'un terpénoïde insaturé possédant deux doubles liaisons dans un cycle cyclohexadiène. Il est isomère d'un grand nombre de composés, et notamment du β-phellandrène, dont l'une des doubles liaisons est en dehors d'un cycle cyclohexène. Comme ce dernier, il se présente sous la forme d'un liquide huileux incolore à l'odeur épicée. Il peut former des peroxydes susceptibles de former avec l'air des mélanges explosifs à haute température. Ses produits d'oxydation au contact de l'air ou de la peau sont également des pro-haptènes pouvant susciter des allergies.
L'α-phellandrène a été isolé pour la première fois dans l'huile essentielle d'une espèce d'eucalyptus appelée alors Eucalyptus phellandra, aujourd'hui Eucalyptus dives.